# Kishiwada
Kishiwada (jap. 岸和田市 Kishiwada-shi) – miasto w Japonii, na wyspie Honsiu, w prefekturze Osaka.

## Położenie
Miasto leży w południowej części prefektury nad zatoką Osaka. Graniczy z:
- Kaizuka
- Kinokawa

## Historia
Miasto otrzymało status miejski szczebla -shi (市) w dniu 1 listopada 1922 roku.

## Galeria

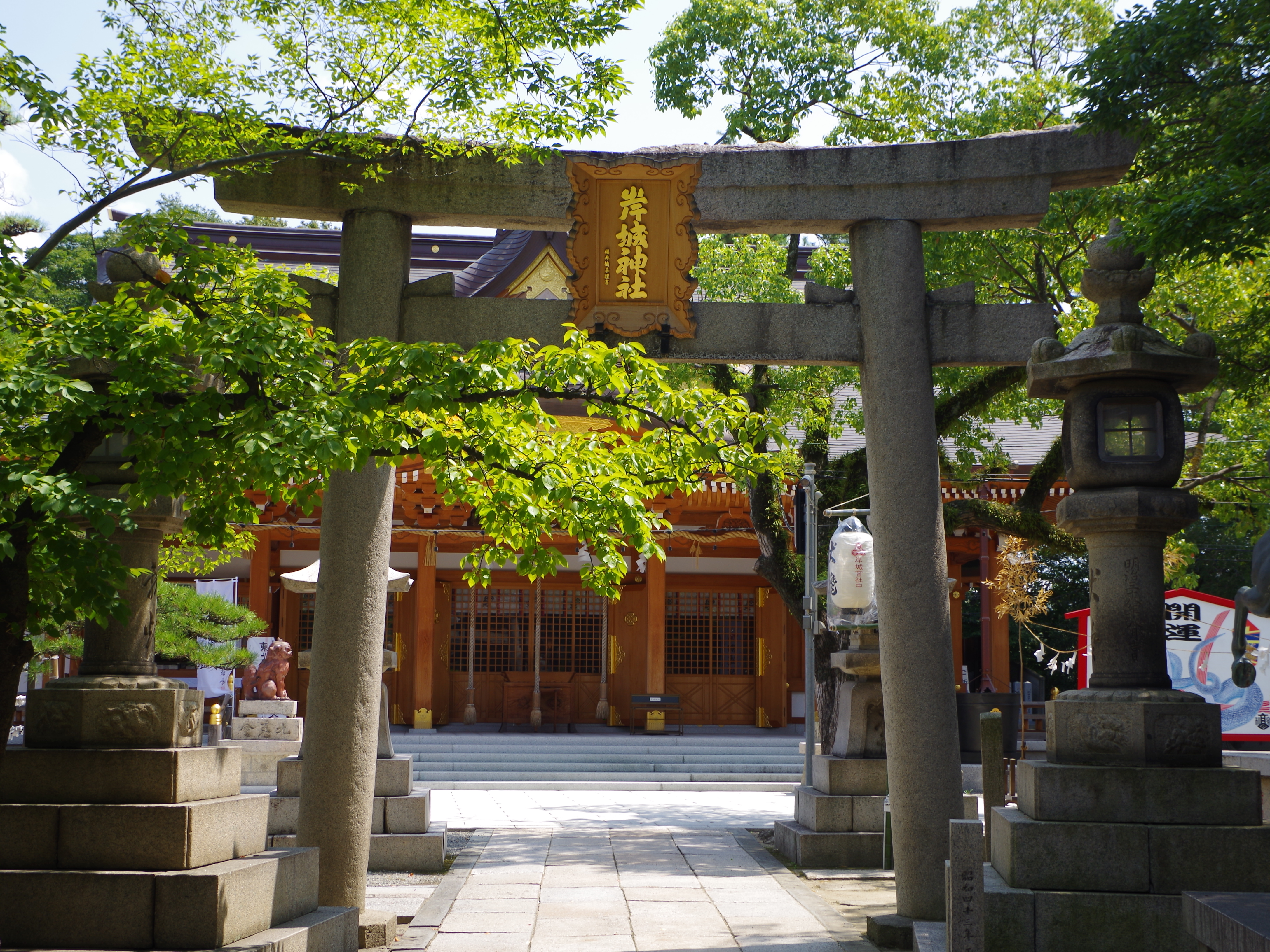
Chram shintō Kishiki-jinja
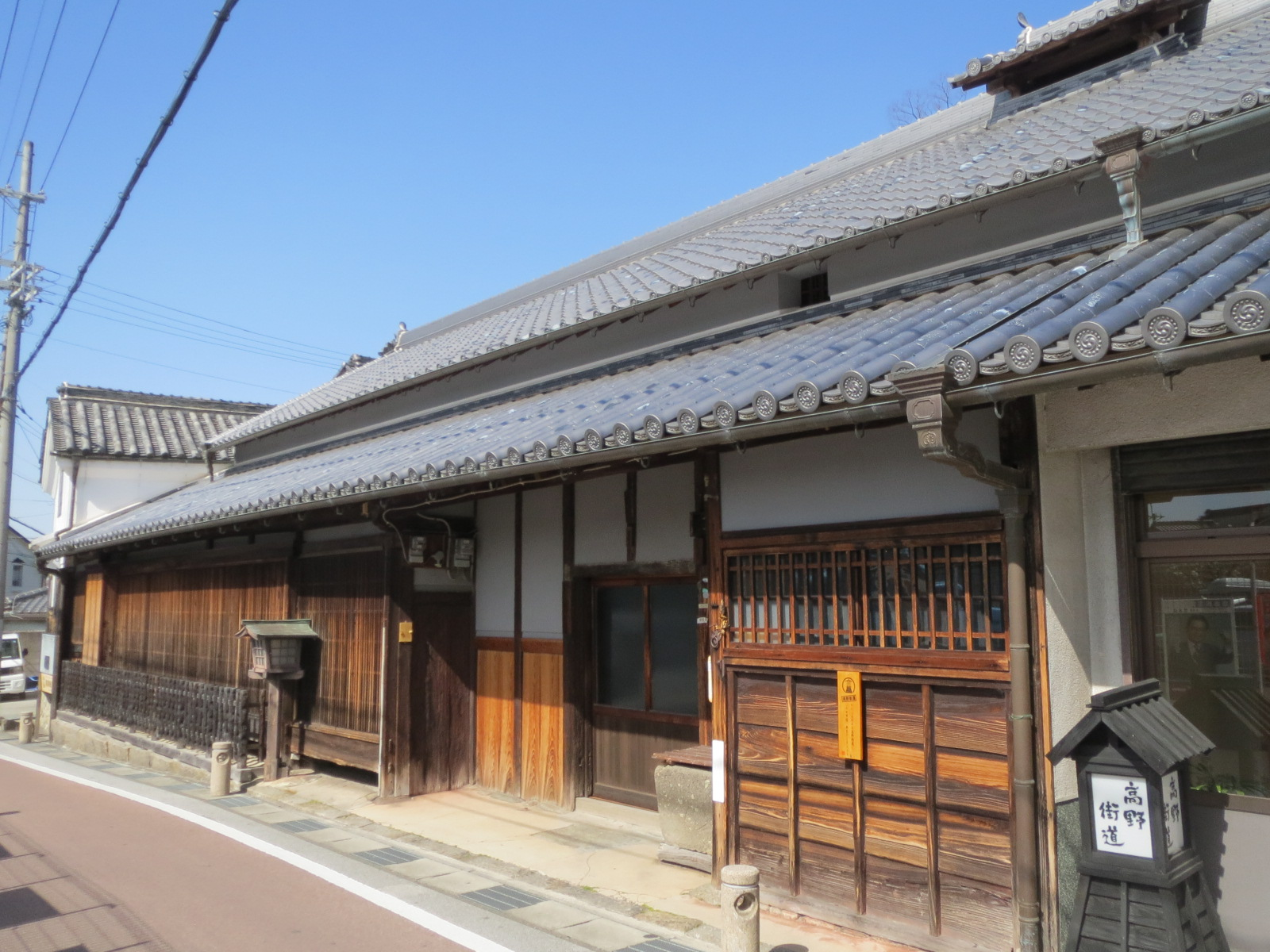
Zabytkowy dom
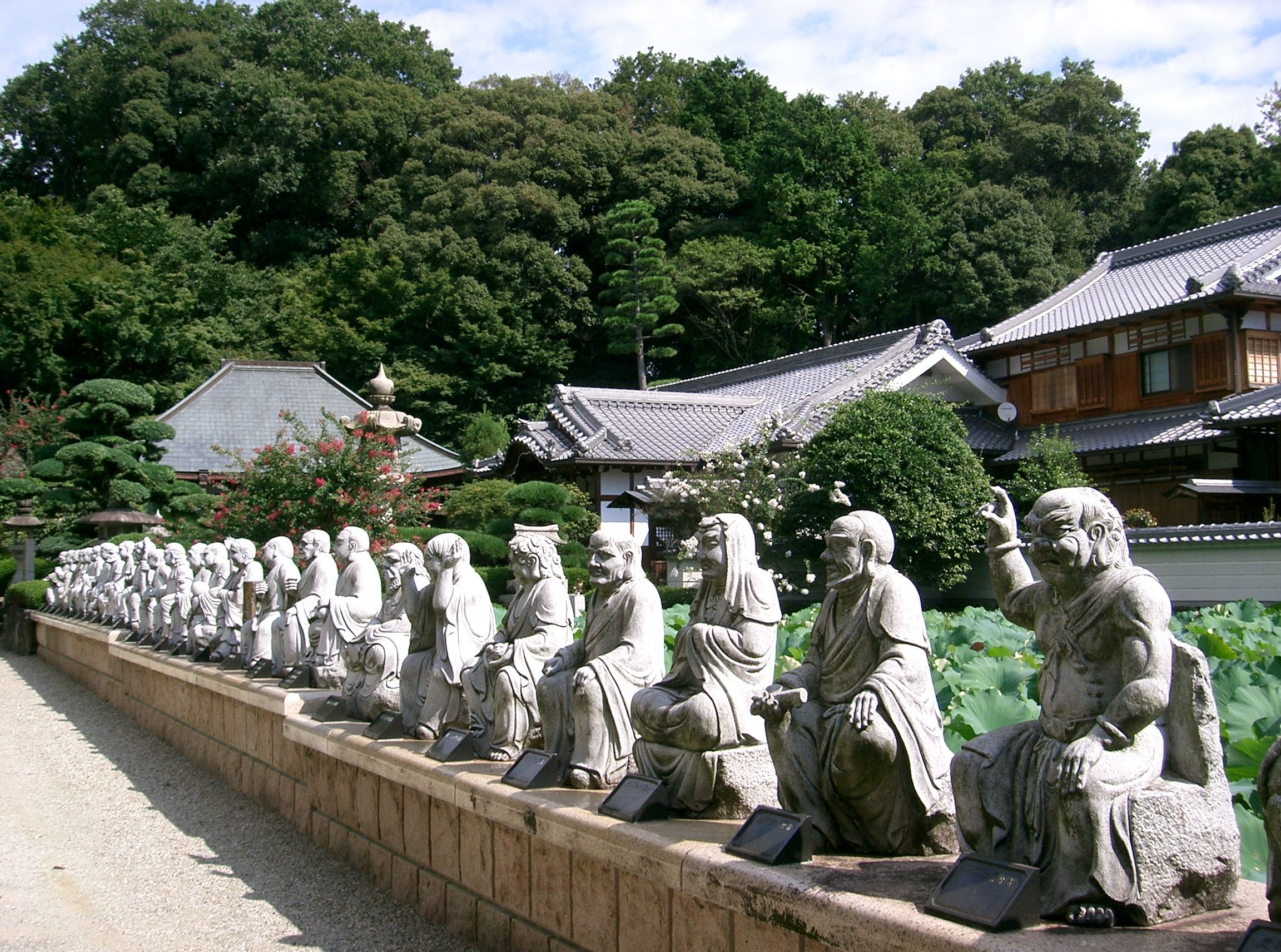
Świątynia buddyjska Kōzen-ji